# Wielochowo (gromada)
Wielochowo (od 1 I 1958 Lidzbark Warmiński) – dawna gromada, czyli najmniejsza jednostka podziału terytorialnego Polskiej Rzeczypospolitej Ludowej w latach 1954–1972.
Gromady, z gromadzkimi radami narodowymi (GRN) jako organami władzy najniższego stopnia na wsi, funkcjonowały od reformy reorganizującej administrację wiejską przeprowadzonej jesienią 1954 do momentu ich zniesienia z dniem 1 stycznia 1973, tym samym wypierając organizację gminną w latach 1954–1972.
Gromadę Wielochowo z siedzibą GRN w Wielochowie utworzono – jako jedną z 8759 gromad na obszarze Polski – w powiecie lidzbarskim w woj. olsztyńskim na mocy uchwały nr 16 WRN w Olsztynie z dnia 4 października 1954. W skład jednostki weszły obszary dotychczasowych gromad Wielochowo, Jagoty, Koniewo i Żytowo ze zniesionej gminy Lidzbark Warmiński, obszary dotychczasowych gromad Nowa Wieś Wielka i Redy ze zniesionej gminy Runowo oraz północna część obszaru miasta Lidzbarka Warmińskiego o powierzchni 320 ha w tymże powiecie. Dla gromady ustalono 10 członków gromadzkiej rady narodowej.
Gromadę zniesiono 1 stycznia 1958 w związku z przeniesieniem siedziby GRN z Wielochowa do miasta Lidzbarka Warmińskiego i zmianą nazwy jednostki na gromada Lidzbark Warmiński.